# Изложба „Нови чланови” (1975)
Изложба „Нови чланови” се одржала у периоду од 1. до 10. марта 1975. године у Галерији Удружења ликовних уметника Србије, Вука Караџића 10.

## Уметнички савет
Радове за изложбу је одабрао Уметнички савет Удружења ликовних уметника Србије у следећем саставу:
- Градимир Петровић, председник Савета
- Миленко Шербан
- Бранко Станковић
- Олга Јанчић
- Никола Јанковић
- Бранко Миљуш
- Томислав Митровић
- Мира Јуришић
- Нусрет Хрвановић
- Зоран Мандић
- Вера Јосифовић

## Излагачи
1. Милун Анђелковић
2. Исак Аслани
3. Ранко Бељинац
4. Анђелка Бојовић
5. Зоран Вуковић
6. Горан Гвардиол
7. Предраг Димитријевић
8. Јаков Ђуричић
9. Радивоје Ђуровић
10. Јордан Ерчевић
11. Ђорђе Живковић
12. Весна Зламалик
13. Дејан Илић
14. Богдан Јовановић
15. Биљана Јоцић
16. Бранимир Карановић
17. Божидар Кићевић
18. Ленка Кнежевић
19. Иван Колев
20. Соња Ламут
21. Зоран Љутица
22. Душан Марковић
23. Дубравко Милановић
24. Мина Минић
25. Зоран Мујбеговић
26. Тафил Мусовић
27. Марина Накићеновић
28. Мирјана Петковић Анђелковић
29. Мице Попчев
30. Ђуро Радоњић
31. Душан Русалић
32. Милош Самарџић
33. Јован Сивачки
34. Вера Симић
35. Станко Стојановић
36. Талијан Србољуб
37. Корнел Траилов